# Desoxiguanosina

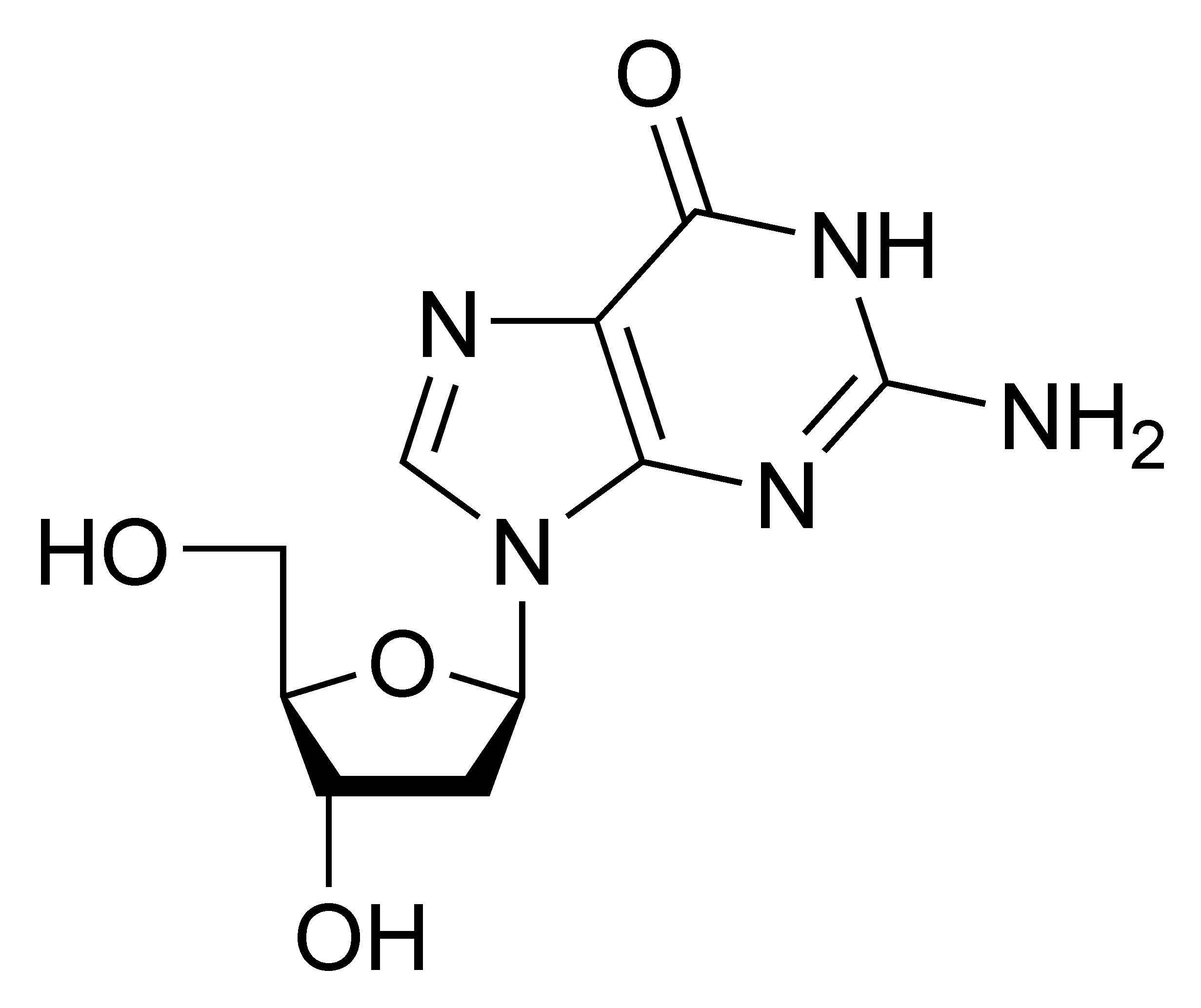
Estructura química de la desoxiguanosina.

La desoxiguanosina es un nucleósido formado por guanina y desoxirribosa. Su estructura es similar a la de la guanosina, con la diferencia de que carece del grupo 2'-hidroxilo en su anillo de ribosa. 
Su fórmula química es C10H13N5O4.
- Datos: Q422488
- Multimedia: Deoxyguanosine / Q422488